# エドマンド・ガンター
エドマンド・ガンター（Edmund Gunter、1581年 - 1626年12月10日）は、イギリスの数学者、天文学者である。計算尺、ガンター尺の発明者で知られる。

## 概要

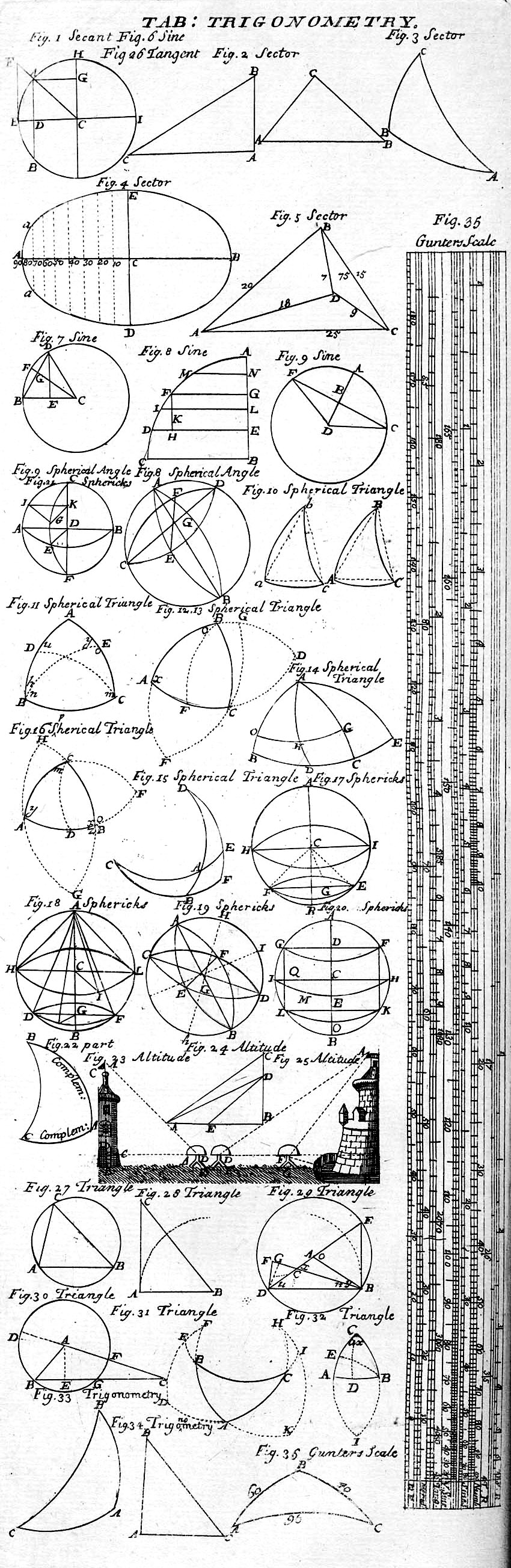
1728年に書かれたガンターの目盛り

1581年、イングランドのハートフォードシャーに生まれ、ウェストミンスター・スクールへ進学する。1599年にはクライスト・チャーチに進学し、1614年に説教者となり、1615年に学士の称号を得た。特に数学に関心を持っていたとされる。1619年からen:Gresham Collegeで天文学の教授を務めた。
1620年にはガンター氏チェーンを発明し、スコットランドの数学者であるジョン・ネイピアが1614年に対数に関する論文を発表した後、ガンターは1620年から1624年にかけて計算尺を発明した。
ガンターが発明した計算尺は長さ60cm、幅4cmの長い板に、数直線とそれに対する三角関数の値と対数値などが刻んであった。このことから、ガンターが対数の考案者ではないかと推測されている。
1620年のCanon Triangulorumで、cosineとcotangentの語を始めて導入した。